# Минданао (море)
Миндана́о (Бо́холь; англ. Bohol Sea, англ. Mindanao Sea) — межостровное море Тихого океана в южной части Филиппинского архипелага. Расположено между островами Сикихор, Бохоль и Лейте на севере и островом Минданао на юге.
Соединяется с Тихим океаном на востоке проливом Суригао. На западе соединяется с морем Сулу.
Глубина до 1975 м. Средняя годовая температура воды более 28 °C, солёность около 34 ‰.
Течения в основном направлены на запад, их скорость до 2 км/ч. Приливы неправильные полусуточные, высотой более 2 м. У берегов много коралловых образований.
Крупные заливы на острове Минданао — Илиган, Хингоог, Макалахар, Бутуан. Крупнейшие порты, расположенные также на острове Минданао — Кагаян-де-Оро и Бутуан. Крупнейшая река, впадающая в это море — Агусан, пересекает почти весь остров Минданао с юга на север.